# 宮永俊一

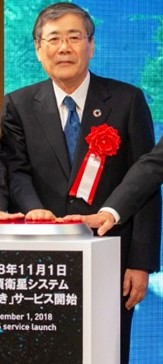
2018年11月

宮永 俊一（みやなが しゅんいち、1948年4月27日 - ）は、日本の経営者。三菱重工業社長を務めた。福岡県北九州市出身。

## 経歴・人物
福岡県八幡市（現：北九州市）出身。福岡県立小倉高等学校を経て、1972年に東京大学法学部を卒業し、同年に三菱重工業に入社した。常務執行役員などを経て、2011年に副社長に就任。2013年4月には社長に昇格。2019年4月に会長に就任。
2015年から日本経済団体連合会副会長を務めた。